# Josep Palau i Fabre
Pour les articles homonymes, voir Palau et Fabre.
Josep Palau i Fabre, né le 21 avril 1917 à Barcelone et mort le 23 février 2008 dans cette même ville, est un poète, écrivain, dramaturge et critique littéraire espagnol d'expression catalane dont l'œuvre multiforme a traversé le XXe siècle. Il est représentatif de la littérature catalane de l'après-guerre et est un expert mondial de l'œuvre de Picasso.
Son fonds est présenté dans la Fondation Palau dans la ville de Caldes d'Estrac (Maresme).

## Biographie
Fils du peintre et décorateur Josep Palau Oller (1888-1961), Josep Palau i Fabre s'initie, jusqu'à la fin des années 1930 à la création littéraire, plus particulièrement dans le domaine de la poésie et du cinéma. Il étudie les Lettres à l'université de Barcelone, et, pendant les années 1950 travaille activement comme collaborateur de diverses revues littéraires (Poesia et Ariel), en plus d'un travail d'éditeur chez La Sirena (où il édite, par exemple, des œuvres de Salvador Espriu).
De 1946 à 1961, exilé de l'Espagne franquiste, il réside à Paris et demeure lié au courant des artistes du quartier du Montparnasse.
En dehors de la poésie, il écrit des pièces de théâtre, des nouvelles et des essais, notamment dédiés à Picasso. Palau i Fabre est, par ailleurs, traducteur en catalan, notamment d'œuvres d'Antonin Artaud, d'Arthur Rimbaud et d'Honoré de Balzac, ainsi que le livre Lettres portugaises.
Ses propres livres ont été traduits en de nombreuses langues.

## Postérité
Décédé le 23 février 2008 à Barcelone, son inhumation a lieu le 25 février dans le cimetière de la ville de Caldes d'Estrac.

## Œuvre

### Poésie
- 1942 : Balades amargues
- 1943 : L'aprenent del poeta
- 1945 : Imitació de Rosselló-Pòrcel
- 1946 : Càncer
- 1952 : Poemes de l'alquimista (rééditions en 1977, 1979, 1991 et 2002, dans ce dernier car dans une édition bilingue catalan-espagnol)
- 2001 : Les veus del ventríloc: poesia de teatre

### Nouvelles
- 1983 : Contes despullats
- 1984 : La tesi doctoral del diable
- 1988 : Amb noms de dona
- 1991 : Un Saló que camina
- 1993 : L'Alfa Romeo i Julieta i altres contes
- 1993 : Contes de capçalera
- 1996 : Les metamorfosis d'Ovídia i altres contes

### Théâtre
- 1957 : Esquelet de Don Joan
- 1972 : Homenatge a Picasso
- 1977 : Teatre
- 1978 : La tràgica història de Miquel Kolhas
- 1986 : Avui Romeo i Julieta. El porter i el penalty
- 1991 : L'Alfa Romeo i Julieta, i altres contes, precedit per Aparició de Faust
- 2000 : La confessió o l'esca del pecat
- 2003 : Teatre de Don Joan

### Critique littéraire et Essais
- 1943 : Pensaments
- 1961 : La tragèdia o el llenguatge de la llibertat
- 1962 : El mirall embruixat
- 1962 : Vides de Picasso
- 1962 : Vides de Picasso: assaig de biografia
- 1963 : Picasso
- 1964 : Doble assaig sobre Picasso
- 1966 : Picasso a Catalunya
- 1970 : Picasso per Picasso
- 1971 : L'extraordinària vida de Picasso
- 1971 : Picasso i els seus amics catalans
- 1976 : Antonin Artaud i la revolta del teatre modern
- 1976 : Quaderns de l'alquimista
- 1977 : Pare Picasso
- 1979 : El « Gernika » de Picasso
- 1981 : El secret de les Menines de Picasso
- 1981 : Picasso
- 1981 : Picasso vivent, 1881-1907
- 1981 : Picasso, Barcelona, Catalunya (avec Montserrat Blanch, Alexandre Cirici et Isabel Coll)
- 1981 : Picasso a l'abast
- 1983 : Nous quaderns de l'alquimista
- 1990 : Picasso cubisme, 19017-1917
- 1991 : Quaderns inèdits de l'alquimista
- 1996 : Lorca-Picasso
- 1996 : Quaderns de vella i nova alquímia
- 1997 : Quaderns de l'alquimista
- 1997 : Estimat Picasso
- 1999 : Picasso dels ballets al drama, 1917-1926
- 2004 : Problemàtica de la tragèdia a Catalunya: obertura del curs acadèmic, 2003-2004

## Prix et récompenses
- 1984 : Prix national de littérature de la Généralité de Catalogne (catégorie essai) pour Nous quaderns de l'alquimista;
- 1989 : Creu de Sant Jordi de la Généralité de Catalogne;
- 1996 : Prix national de littérature de la Generalitat de Catalogne pour Contes de capçalera;
- 1998 : Prix Lletra d'Or pour Estimat Picasso;
- 1999 : Premi d'honor de les lletres catalanes;
- 2000 : Médaille d'honneur du Mérite artistique de la mairie de Barcelone;
- 2000 : Officier de l'Ordre des Arts et des Lettres du gouvernement français[6];
- 2000 : Docteur honoris causa de l'université des îles Baléares;
- 2006 : Prix de la critique Serra d'Or d'œuvre complète pour Obra literària completa;